# Tugor
Tugor (tur.: Tugar-qаn, star. rus.: Тугорканъ, XI wiek) – chan Połowców. W 1094 jego córka poślubiła Światopełka II Michała, wielkiego księcia kijowskiego.